# イヨボヤ会館
イヨボヤ会館（イヨボヤかいかん）は、新潟県村上市に所在する鮭をテーマとした市営博物館である。

## 概要

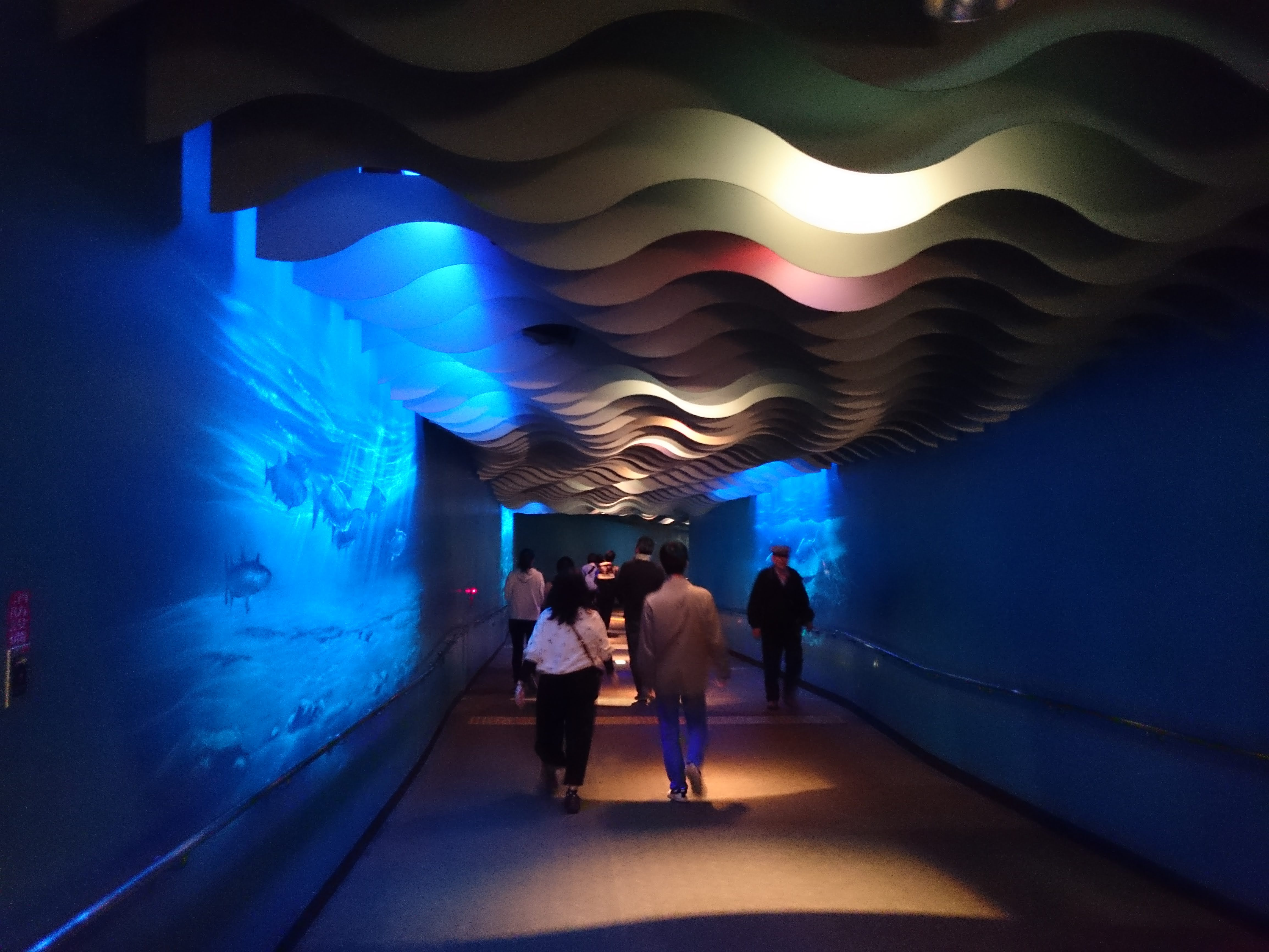
館内

三面川畔にある「鮭公園（サーモンパーク）」の中心施設となっており、サケの水槽や生態に関する展示といった水族館的な要素だけでなく、伝統漁法や食文化、それにまつわる地域の歴史・民俗資料を収集・保存・展示する総合博物館として機能している。館内には淡水生物や魚類の生体が複数展示されており、地下には三面川分流｢種川｣の水中に面した窓から直接サケなどを観察できる「三面川鮭観察自然館」が設けられている。

### イヨボヤ
名称の「イヨボヤ」とは、村上の方言でサケのことである。
「イヨ」は日本書紀などにある古い「魚」の読み「いを」の方言であり、「ボヤ」もまた「魚」の方言である。イヨボヤとは「魚の中の魚」といったような意味合いとなる。
村上では、江戸時代の村上藩の時代より、種川を作って鮭の繁殖を助けるなど、鮭は藩政を支える重要な資源であった。明治期になると旧藩士が事業を引き継ぎ、鮭の孵化事業も始まる。
また、村上では鮭の身や皮はむろんのこと、骨、内臓も使い尽くす「鮭料理」の数々が生まれた。イヨボヤ会館でもそういった伝統料理の数々を見学できる。

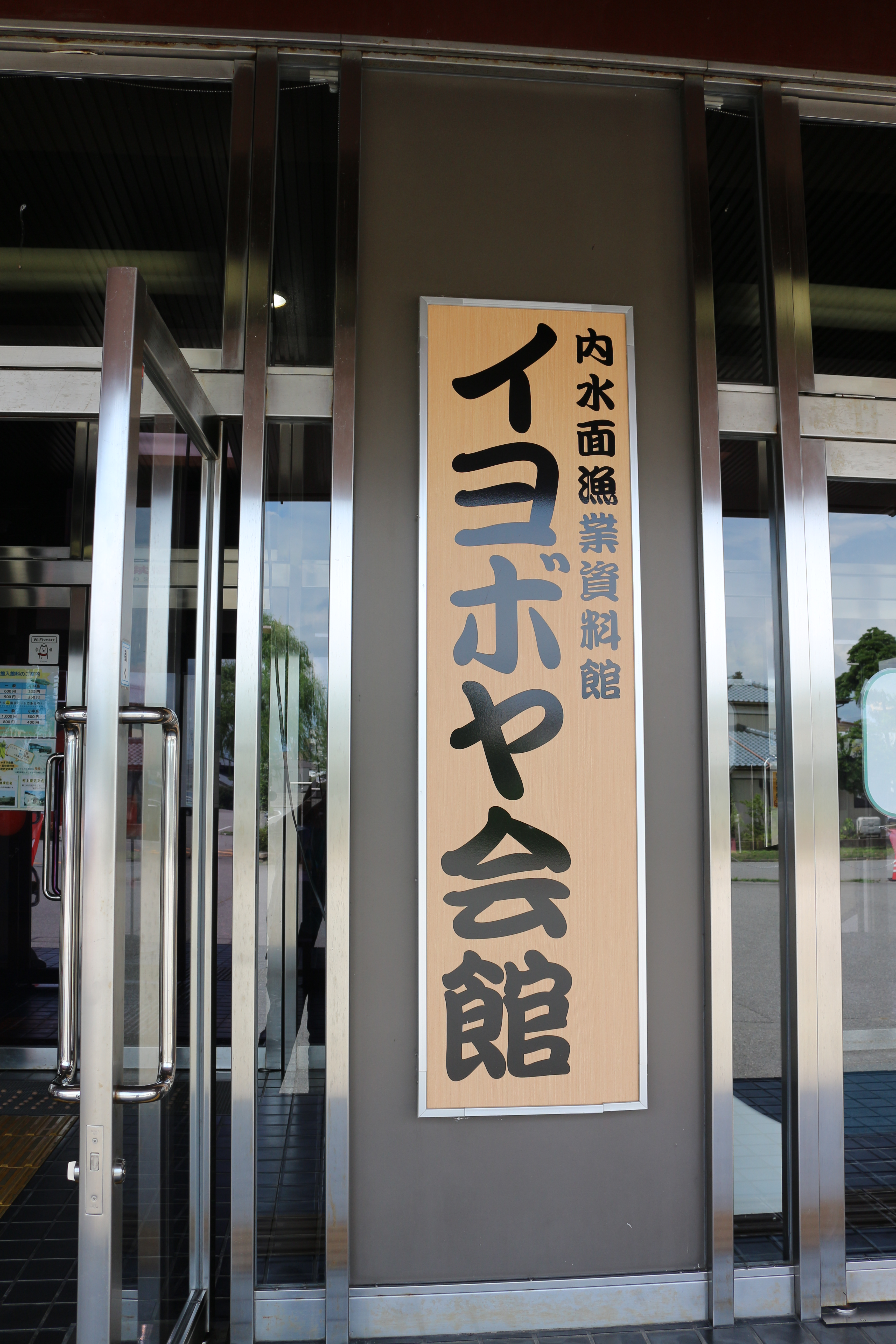
建物表示。「内水面漁業資料館」の表記が見られる。

## 沿革
- 1987年（昭和62年）4月 - 「イヨボヤ会館」開館[2]。
- 1998年（平成10年）10月 - 地下に三面川鮭観察自然館が併設オープン[2]。

## 周辺

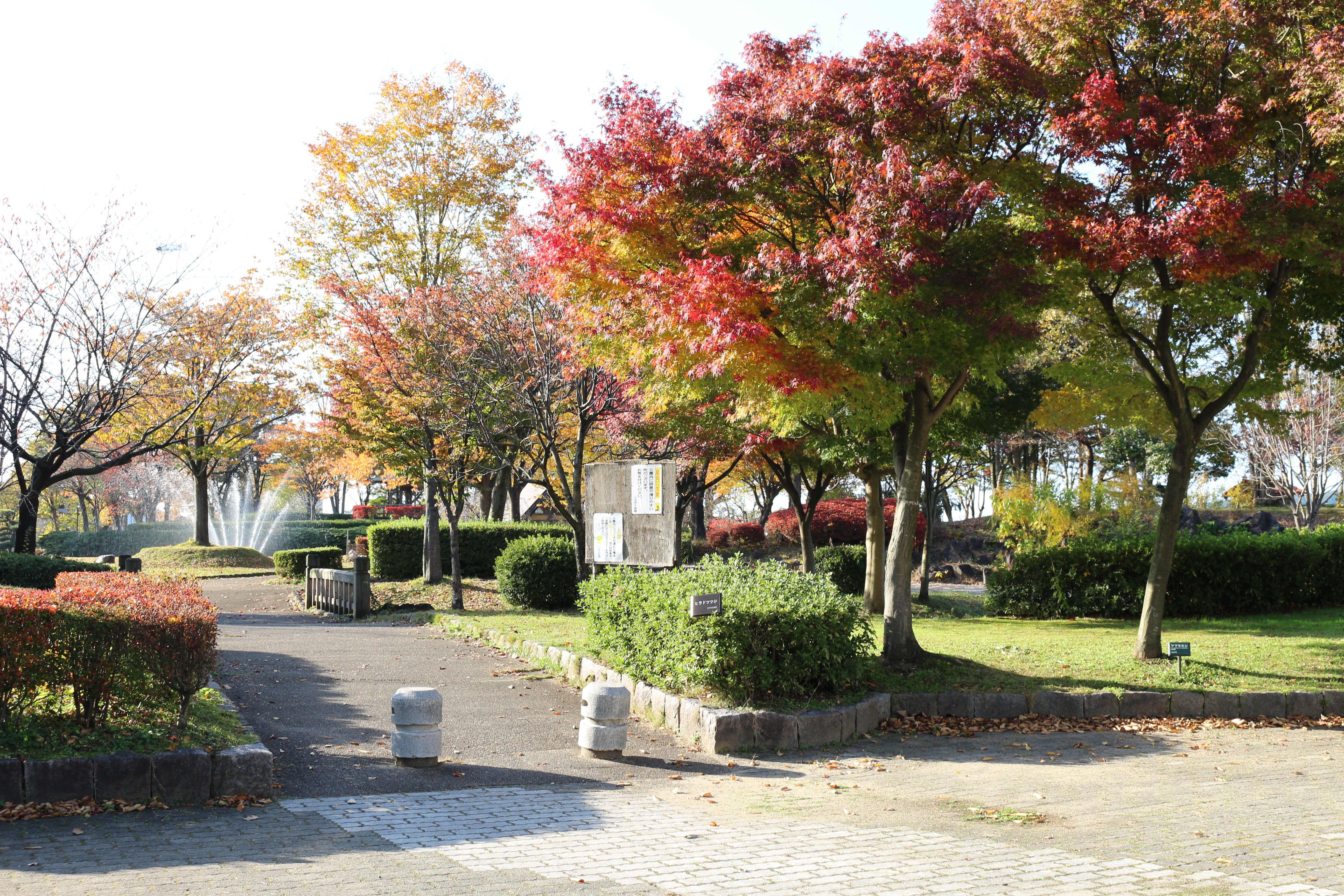
サーモンパーク外観

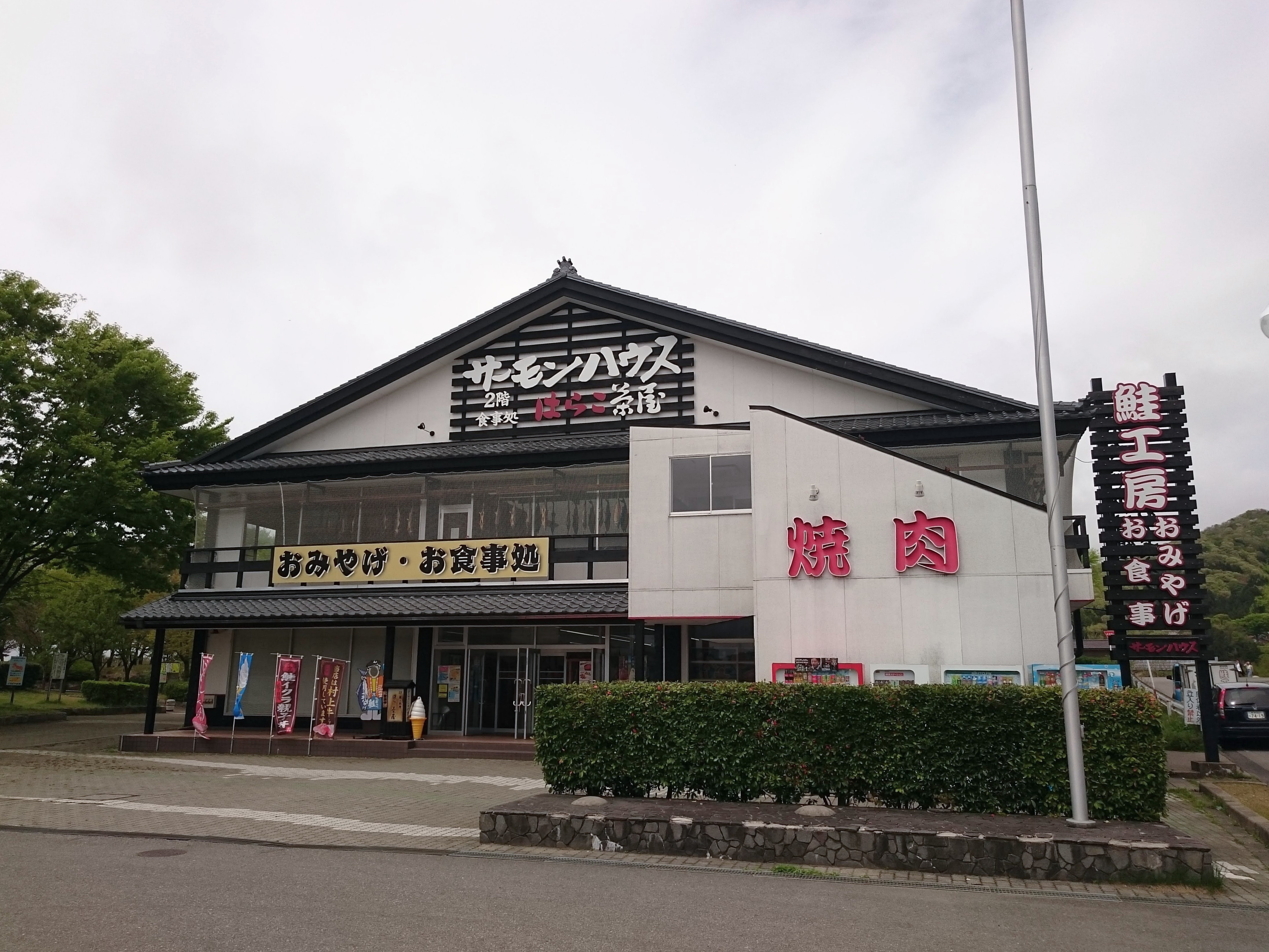
サーモンハウス（現在は閉店）

周辺は「鮭公園」となっており、イヨボヤ会館はその中心施設である。会館の裏にはサーモンパークがあり、市民の憩いの場になっている。また、イヨボヤ会館に隣接して村上の特産品を扱う売店と食事処を備えた「サーモンハウス」がある。
12月には、近隣で家屋の軒先に一斉に鮭を吊るす「鮭塩引き街道」が行われる。
当館では冬季を除きレンタサイクルの貸出しが行われている（有料）。

## 交通・アクセス方法
- JR東日本（羽越本線）村上駅より徒歩約20分[5]。
  - 同駅から新潟交通観光バスの路線バス（大須戸行・塩野町行・縄文の里朝日行。一部便は別経路のため注意[6]）利用、「小助島」下車後徒歩3分。
  - まちなか循環バス（大回り）利用。「イヨボヤ会館」下車後すぐ。駅→中心市街地→当館→駅の経路をとるため駅からはやや遠回りとなる[7]※日曜祝日運休